# Зиґмунт Стащик
Зиґмунт Марек Стащик (нар. 5 листопада 1963 в Ченстохові) – співзасновник, лідер, вокаліст, автор текстів, на початках також басист гурту T.Love. Співпрацював з багатьма артистами і гуртами, такими як Maanam, Кася Носовська, Pidżama Porno, Zipera, Habakuk. Член Фонографічної академії ZPAV.

## Життєпис
Виховувався в Честохові, в робітничій дільниці Раков. Його прапрадід був членом Польської Соціалістичної Партії, а прадід був увязнений у Варшавській Цитаделі разом зі Стефаном Окжейом.
Абсольвент ченстоховського IV загальноосвітнього ліцею і також Відділу Полоністики Варшавського університету.
Перед заснуванням T.Love (перша назва гурту Teenage Love Alternative) брав участь в гурті Atak, перейменованим пізніше в Опозицію. В пізнішому часі брав участь в проектах Paul Pavique Movement, Szwagierkolaska а також Rege Inna Polish Stylee. В тому останньому , разом з музикантами з Habakuka, виконав польські та світові музичні хіти punk та reggae. Автор книги спогадів Діти революції а також збірки поезії Ganja.
В 2001 році отримав нагороду Веселкового Лауру – за відповідальний пацифізм і відкритість яка відображена в творчості. 30 вересня 2009, за 25 років незалежності, невикористаної енергії, молодецького ентузіазму, вірності собі і своїй музиці, удостоєний був нагородою Матеуш яку вручив йому Третій канал Польського радіо.
Зиґмунт Стащик взяв участь в заході 16.12.1981 режисера Лукаша Кобелі, який відбувся в 30 річницю пацифікації копальні "Вуєк" в Катовицях.
6 травня 2012 r. був організований у Ченстохові ювілений концерт з нагоди 30-річчя дебюту музичного артиста, в якому виступили гурти Menhor, Shamboo, Кшиштоф Грабовскі, Marek Piekarczyk, Kasia Kowalska, Stanisław Soyka, Martyna Jakubowicz, Adam Nowak, Tomasz Olejnik, Ziut Gralak, Janusz Iwański, Wojciech Turbiarz, Jacek Pałucha, Piotr Machalica, Orkiestra na Bruku i Piotr Chrząstek.
Мунєк Стащик одружений, дружина Марта, син Ян (нар. 1990) і дочка Марія (нар. 1993).

## Дискографія
| Muniek                      | - Дата: 15 березня 2010 - Студія: Sony Music  | 3 | - POL: золото |
| Tata (також Shambo)         | - Дата: 6 вересня 2013 - Студія: S.P. Records | — |               |
| "—" альбом не був notowany. |                                               |   |               |

Концертні альбоми
| Назва                              | Дані альбому                                                           |
| ---------------------------------- | ---------------------------------------------------------------------- |
| Muniek. Najmniejszy koncert świata | - Дата: 9 вересня 2010 - Студія: Agora - Формат: DVD, digital download |

Сингли
| Myslovitz - "Chłopcy" (гостинно: Muniek Staszczyk) | 2000 | — | —  | —  | Miłość w czasach popkultury |
| "Święty"                                           | 2010 | 4 | 11 | —  | Muniek                      |
| "Dzieje grzechu" (гостинно: Анна Марія Йопек)      | 2010 | — | 15 | 12 | Muniek                      |
| "Nobody's Perfect"                                 | 2014 | — | —  | 11 | Muniek (re-edycja)          |
| "—" singel nie był notowany.                       |      |   |    |    |                             |

Inne notowane utwory
| Кшиштоф Кравчик - "Lekarze dusz" (гостинно: Muniek Staszczyk)  | 2004 | —  | 42 | To, co w życiu ważne                                          |
| "Tina"                                                         | 2009 | 27 | —  | Muniek                                                        |
| "Kain i Abel"                                                  | 2010 | —  | 16 | Muniek                                                        |
| "Port"                                                         | 2013 | 24 | 26 | Klenczon Legenda - Artyści w hołdzie Krzysztofowi Klenczonowi |
| Marek Jackowski - "Ulica miłości" (гостинно: Muniek Staszczyk) | 2013 | 22 | —  | Marek Jackowski                                               |
| "Tata" (також Shambo)                                          | 2013 | 32 | —  | Tata                                                          |
| "—" utwór nie był notowany.                                    |      |    |    |                                                               |

Z gościnnym udziałem
| Альбом                                 | Рік  | Пісня                                               | Джерело |
| -------------------------------------- | ---- | --------------------------------------------------- | ------- |
| S.W.A.T. – Wczoraj                     | 1993 | "Nic się nie zmienia"                               |         |
| Pidżama Porno – Koncertówka part 1     | 2002 | "Outsider", "Do nieba wzięci"                       |         |
| Zipera – Druga strona medalu           | 2004 | "Do roboty!"                                        |         |
| Кшиштоф Кравчик – To, co w życiu ważne | 2004 | "Lekarze dusz"                                      |         |
| Voo Voo – XX Cz.1                      | 2005 | "Kula hula"                                         |         |
| Habakuk – 4 life                       | 2005 | utwór "Miasto"                                      |         |
| Yugopolis – Słoneczna strona miasta    | 2007 | "Warszawski lot"                                    |         |
| Habakuk – A ty siej                    | 2007 | "Karmaniola", "Krajobraz po uczcie"                 |         |
| Karimski Club – Herbert                | 2009 | "Uderzam w deskę"                                   |         |
| Farben Lehre – Ferajna                 | 2009 | "Ferajna", "Autobusy i tramwaj", "Niech się stanie" |         |
| Marek Jackowski – Marek Jackowski      | 2013 | "Ulica miłości", "Nie zawsze jest tak jak chcesz"   |         |

Кліпи
| Назва                                         | Рік  | Режисер                           | Альбом                                                         | Джерело |
| --------------------------------------------- | ---- | --------------------------------- | -------------------------------------------------------------- | ------- |
| "Dzieje grzechu" (гостинно: Anna Maria Jopek) | 2010 | Mateusz Pleskacz, Jacek Nastał    | Muniek                                                         |         |
| "Święty"                                      | 2010 | Xawery Żuławski, Maria Strzelecka | Muniek                                                         |         |
| "Port"                                        | 2013 | Łukasz Jedynasty                  | Klenczon Legenda" - Artyści w hołdzie Krzysztofowi Klenczonowi |         |
| "Tata" (також Shambo)                         | 2013 | Jan Pietrzak                      | Tata                                                           |         |

## Фільмографія
| Назва                                                     | Рік  | Uwagi                                                          |
| --------------------------------------------------------- | ---- | -------------------------------------------------------------- |
| Małżowina                                                 | 1998 | режисер: Войцех Смажовський                                    |
| Dzieci Jarocina                                           | 2000 | документальний фільм, режисер: Петро Алексовські               |
| Przystanek Woodstock - Najgłośniejszy Film Polski         | 2003 | документальний фільм, reżyseria: Jerzy Owsiak                  |
| Historia polskiego rocka                                  | 2008 | документальний фільм, режисер: Leszek Gnoiński, Wojciech Słota |
| Beats of Freedom - Zew wolności                           | 2010 | документальний фільм, режисер: Leszek Gnoiński, Wojciech Słota |
| Jarocin - Historia rockiem pisana, czyli 30 lat Festiwalu | 2010 | документальний фільм, режисер: Дорота Тунська                  |

## Нагороди та відзначення
| Рік  | Категорія                | Нагорода | Примітки  |
| ---- | ------------------------ | -------- | --------- |
| 2011 | Альбом року рок (Muniek) | Фредерик | Номінація |

## Відзначення
- Krzyż Kawalerski Orderu Odrodzenia Polski – 2011

## Публікації
- Zygmunt Staszczyk, T. Love: dzieci rewolucji, Zebra, 1992, ISBN 83-85076-23-9
- Zygmunt Staszczyk, Gandża, Lampa i Iskra Boża, 1993, ISBN 83-901125-3-1
- Zygmunt Staszczyk, Grzegorz Brzozowicz, Muniek, Czerwone i Czarne, 2011, ISBN 978-83-7700-016-8